# Далипагич, Дражен
Дра́жен Далипагич (серб. Дражен Далипагић; 27 ноября 1951, Мостар, Югославия — 25 января 2025, Белград) — сербский баскетболист и тренер. Олимпийский чемпион, чемпион мира и Европы по баскетболу. Член Зала славы баскетбола.

## Биография
Играл на позиции лёгкого форварда, был одним из лучших атакующих игроков в европейском баскетболе, на клубном уровне в среднем за игру набирал более 30 очков, а в сезоне 1981/82 его результативность составляла 43 очка в среднем за игру. Начал карьеру в 1971 году в составе белградского «Партизана», за который выступал до 1980 года (в 1978—1979 годах служил в армии). В то время «Партизан» был грозной силой в европейском баскетболе, в 1978 году стал обладателем Кубка Корача, а Далипагич трижды, в 1977, 1978 и 1980 годах признавался лучшим баскетболистом Европы. После ухода из «Партизана» продолжил карьеру в Италии и Испании, завершил карьеру игрока в 1991 году в составе «Црвены звезды». В составе национальной сборной Югославии провёл 243 матча, был участником многих международных турниров, стал олимпийским чемпионом в 1980 году, чемпионом мира в 1978 году и трижды становился чемпионом Европы.
После завершения карьеры игрока работал тренером в клубах «Гориция» (1992—1996), «МЗТ Скопье» (1997—1998) и «Астра Банка» Белград (2000—2001). Также был менеджером белградских клубов «Црвена звезда» (1998—1999) и «Атлас» (2003—2006) и входил в экспертный совет при федерации баскетбола Сербии.
10 сентября 2004 года был включён в Зал славы баскетбола.
Умер 25 января 2025 года в возрасте 73 лет.

## Достижения
- Обладатель Кубка Корача 1978
- Чемпион Югославии 1976
- Олимпийский чемпион 1980
- Серебряный призёр Олимпийских игр 1976
- Бронзовый призёр Олимпийских игр 1984
- Чемпион мира 1978
- Серебряный призёр чемпионата мира 1974
- Бронзовый призёр чемпионата мира (2): 1982, 1986
- Чемпион Европы (3): 1973, 1975, 1977
- Серебряный призёр чемпионата Европы 1981
- Бронзовый призёр чемпионата Европы 1979
- Самый ценный игрок чемпионата мира 1978
- Самый ценный игрок чемпионата Европы 1977
- Лучший баскетболист Европы 1977, 1978, 1980
- Спортсмен года в Югославии 1978
- Спортсмен года в Белграде 1976, 1977, 1978
- Включён в Зал славы баскетбола (2004)
- Орден Неманя[серб.] II степени (2005, Сербия и Черногория)[8]
- Включён в Зал славы ФИБА (2007)
- Включён в список 50 человек, внесших наибольший вклад в развитие Евролиги[9]